# Roberto Larraz
Roberto Larraz (Buenos Aires, 20 de agosto de 1898-27 de noviembre de 1978) fue un deportista argentino que compitió en esgrima, especialista en la modalidad de florete. Participó en cuatro Juegos Olímpicos de Verano entre los años 1924 y 1936, obteniendo una medalla de bronce en Ámsterdam 1928 en la prueba por equipos.
Fue premiado en 1980 post mortem con el Premio Konex de Platino a la Excelencia en esgrima.

## Palmarés internacional
| Juegos Olímpicos | Juegos Olímpicos         | Juegos Olímpicos  | Juegos Olímpicos    |
| Año              | Lugar                    | Medalla           | Prueba              |
| ---------------- | ------------------------ | ----------------- | ------------------- |
| 1928             | Ámsterdam (Países Bajos) | Medalla de bronce | Florete por equipos |